# Плюсковы
Плюсковы (нем. Pluskow) — древний дворянский род.
При подаче документов (27 января 1687) для внесения рода в Бархатную книгу, была предоставлена родословная роспись Плюсковых и Палата родословных дел сделала запрос (август 1688) в Посольский приказ о выезде Плюсковых из Польши.
Род внесён в VI и II части родословных книг Московской, Рязанской и Ярославской губерний.

## Происхождение и история рода
По сказаниям старинных родословцев, родоначальником Плюсковых был Иван Фёдорович Плюсков, а молитвенное имя Тимофей, польский посол в Москву (1489) от короля польского Казимира IV, выехавший в Москву из Литвы (1506) и пожалованного вотчинами. Весьма возможно, что литовский род Плюсковых был отраслью существующего с XIV века в Померании рода того же имени. Иван Плюсков был воеводой в походе (1539). Иван Меньшой Алексеевич Плюсков убит под Чигирином (1671).

## Описание гербов

#### Герб Плюсковых 1785 г.
В Гербовнике Анисима Титовича Князева 1785 года имеется изображение печати с гербом Петра Яковлевича Плюскова: в красном поле щита, расположенным на мантии княжеского достоинства,  изображена выходящая слева серебряная рука с мечом, остриём вверх (польский герб Малая Погоня). Щит увенчан коронованным дворянским шлемом с дворянской на нём короной. Нашлемник: нагой человек в короне, держащий в правой руке фигуру (державу ?).

#### Герб. Часть VII. № 19.
В щите, имеющем голубое поле, изображена с левой стороны выходящая из облака в серебряных латах рука с мечом (польский герб Малая Погоня).
На щите дворянский коронованный шлем. Нашлемник: выходящий воин в шишаке и в латах, держащий в правой руке меч. Намёт на щите голубой, подложенный серебром.

## Известные представители
- Плюсков Михаил Семёнович — медынский городовой дворянин (1627—1629).
- Плюсков Никифор Леонтьевич — стряпчий (1692).
- Плюсковы: Тимофей Леонтьевич, Пётр и Иван Яковлевичи — стольники (1686—1692)[4].